# Шпичинці (Лісовогринівецька сільська громада)
Шпи́чинці (до 1994 року — Жовтневе) — село в Україні, у Лісовогринівецькій сільській громаді Хмельницького району Хмельницької області. Населення становить 490 осіб. 
Відповідно до розпорядження Кабінету Міністрів України № 727-р від 12 червня 2020 року «Про визначення адміністративних центрів та затвердження територій територіальних громад Хмельницької області», увійшло до складу Лісогринівецької сільської громади.

## Герб
Затверджений 6 липня 2015р. рішенням №9 сесії сільської ради. Автор - О.С.Підгурський.
Щит поділений сібним перекинутим вилоподібним хрестом. У першій зеленій частині золоте усміхнене сонце. У другій зеленій частині золотий сніп пшениці. У третій золотій частині червоний олень із срібним нашийником. У лазуровій шиповидній базі золота шиповидна нитяна балка.

## Пам'ятки
Біля села розташоване заповідне урочище «Корчі».

## Мова
Розподіл населення за рідною мовою за даними перепису 2001 року:
| Мова       | Відсоток |
| ---------- | -------- |
| українська | 98,94 %  |
| російська  | 1,06 %   |

## Галерея

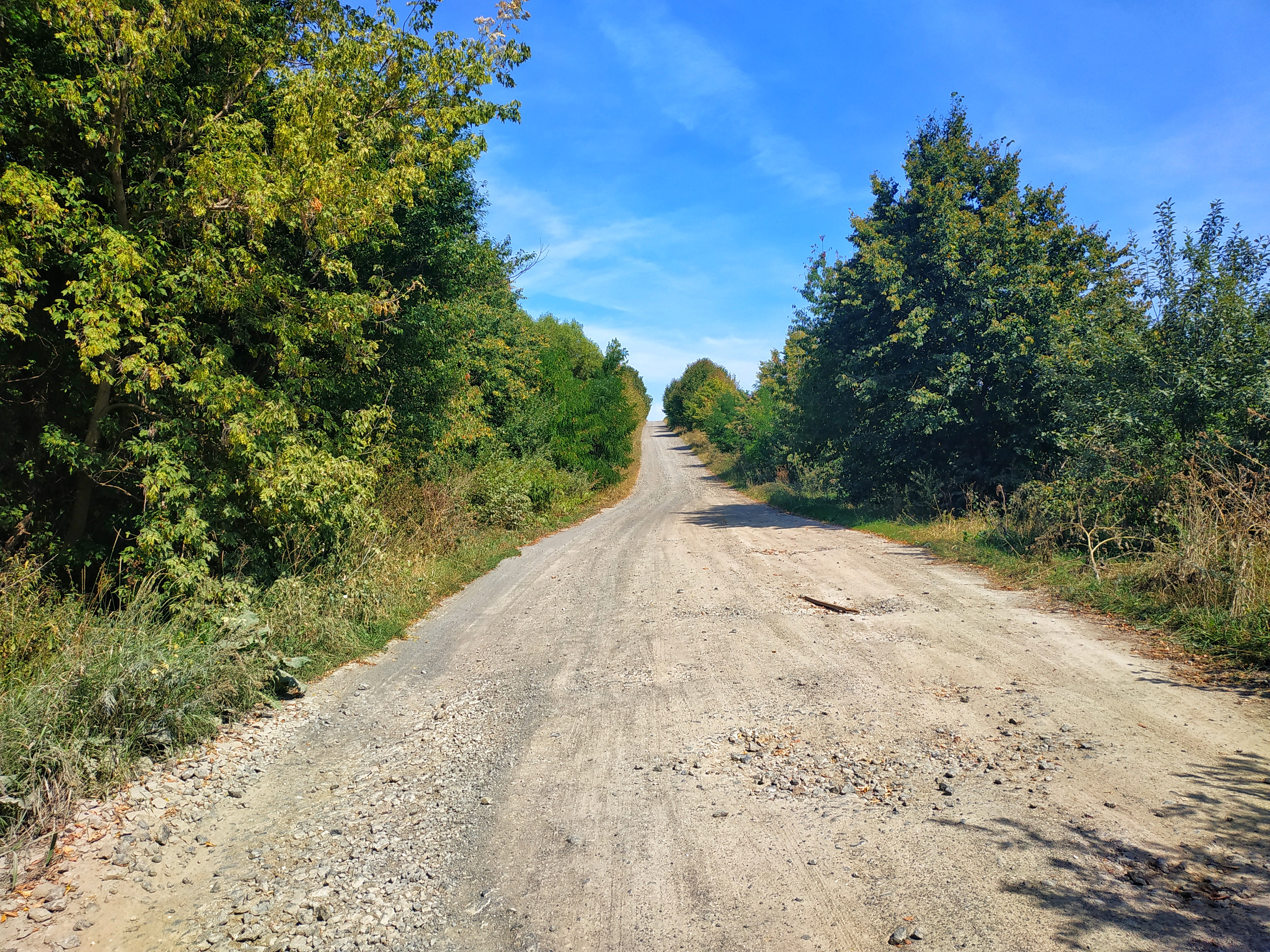
Дороги з Давидківців у Шпичинці
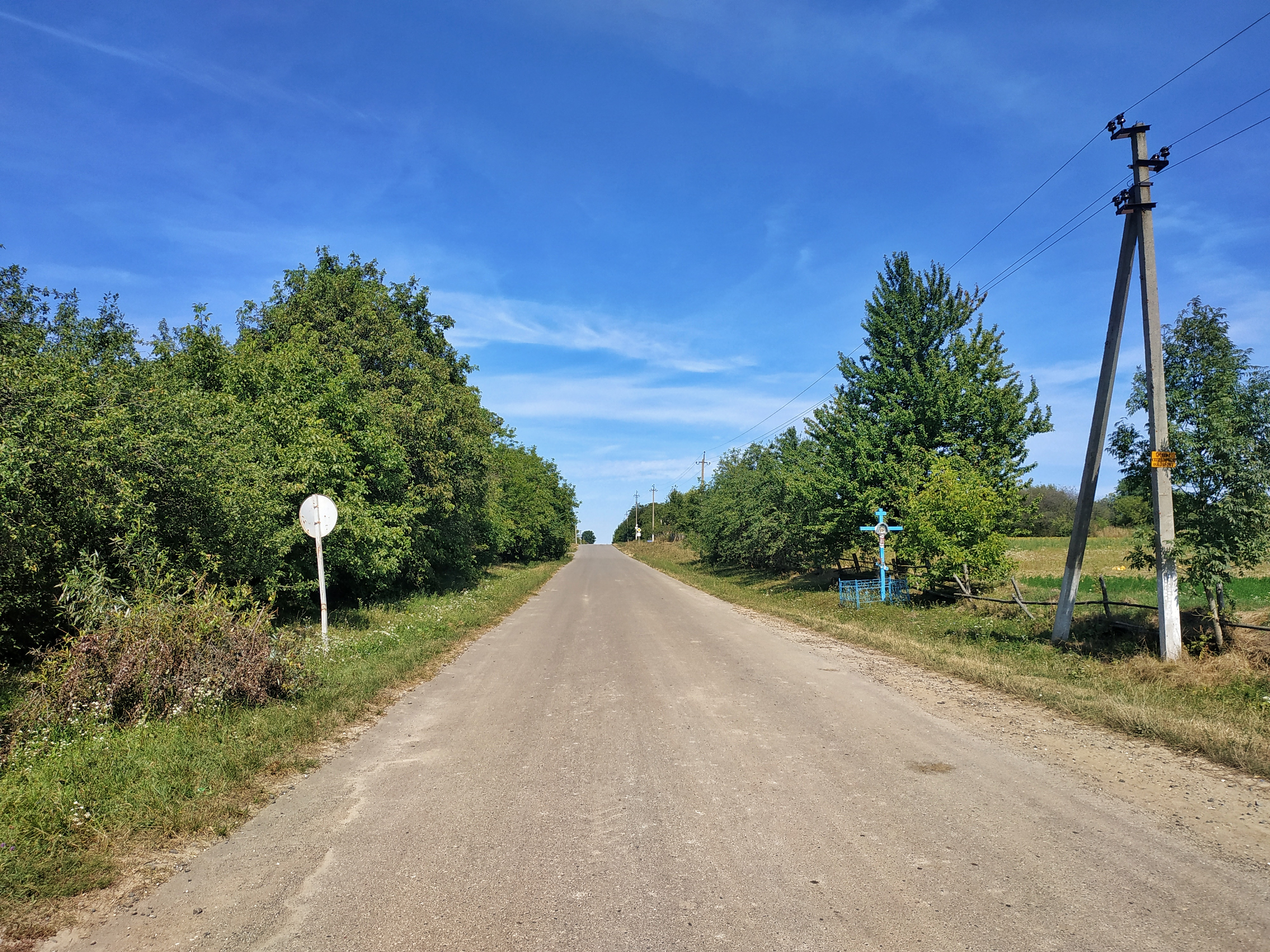
Шпичинці
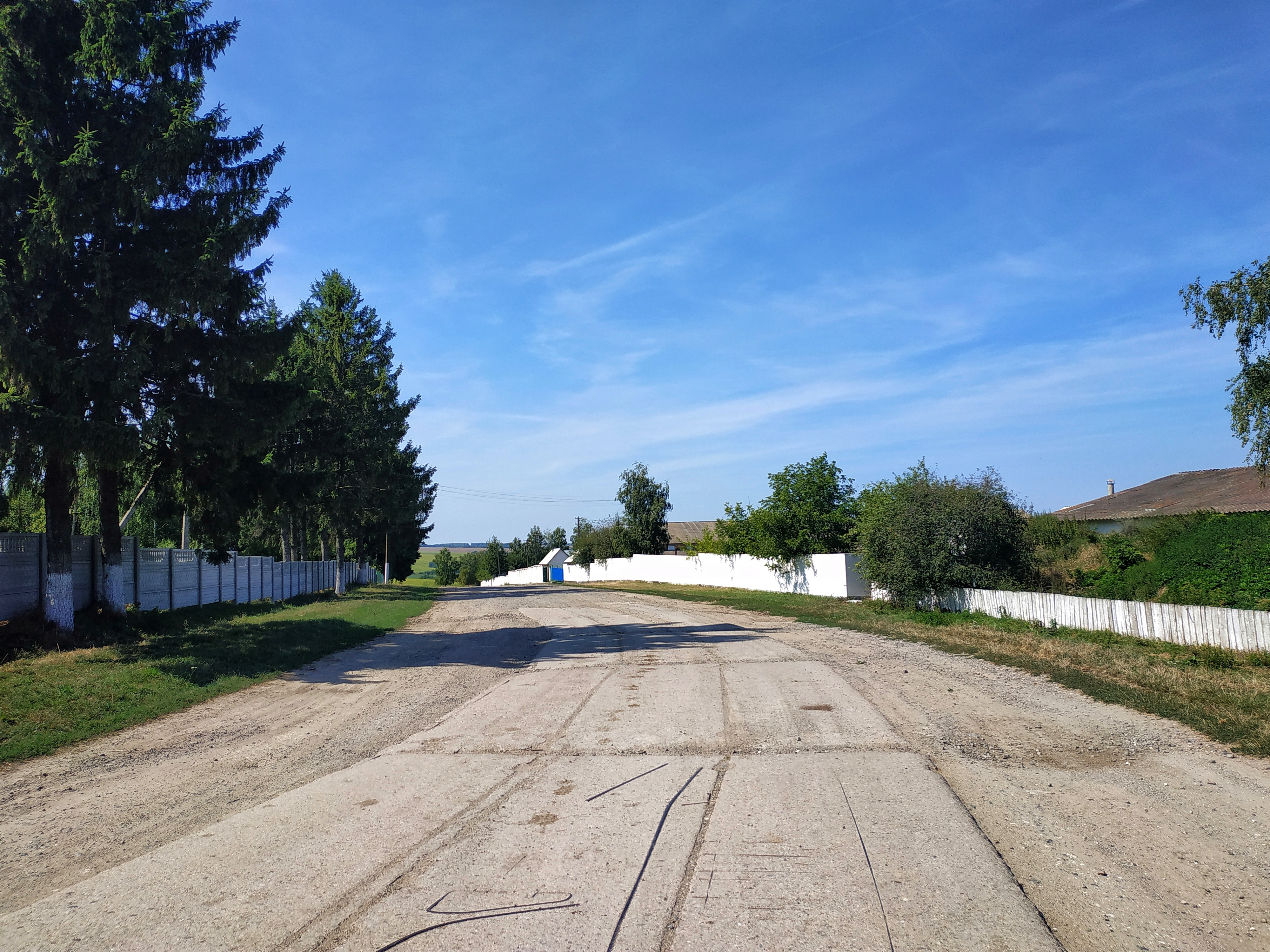
Вулиця Богдана Хмельницького - головна вулиця села
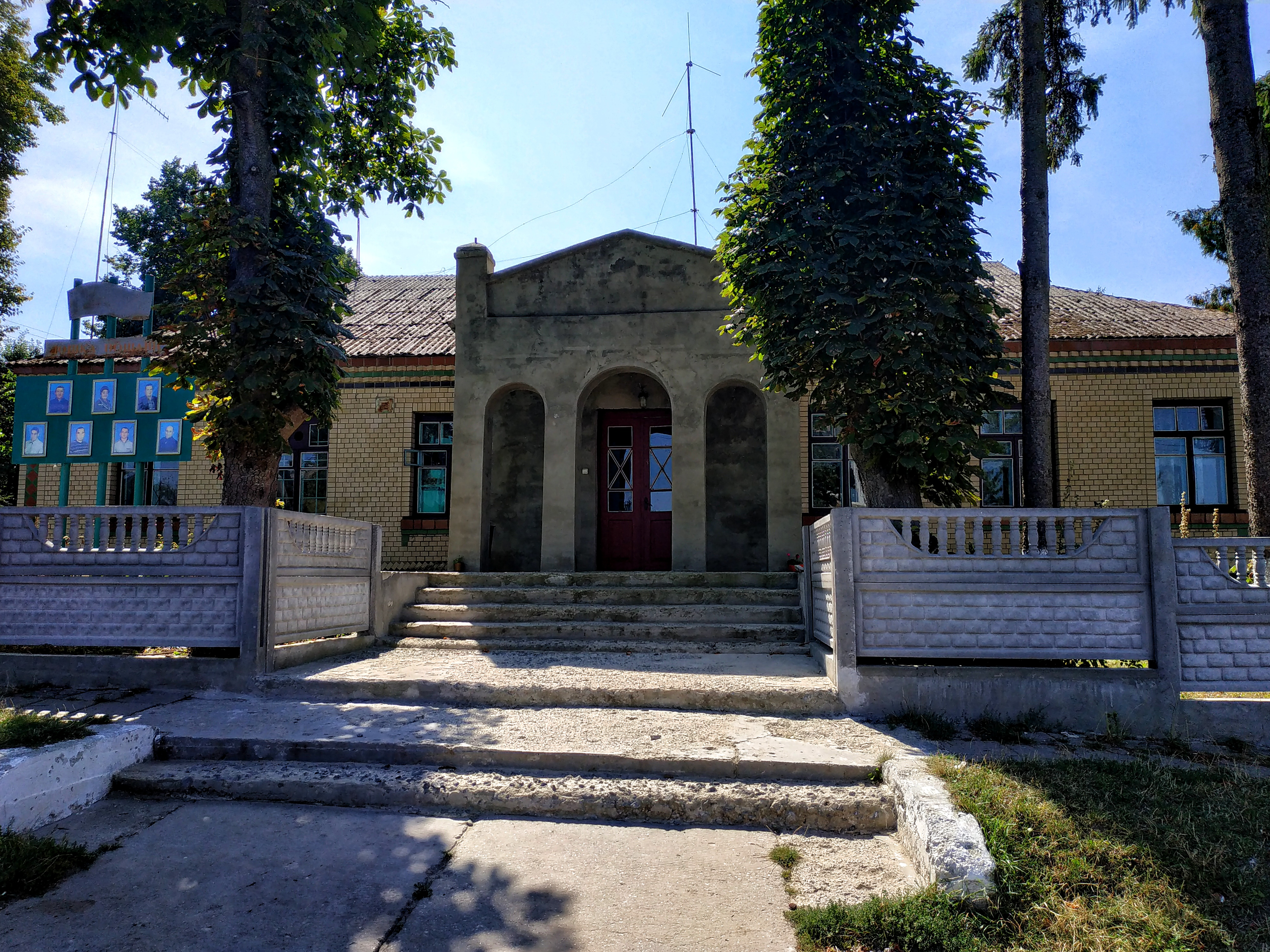
Шпичинці
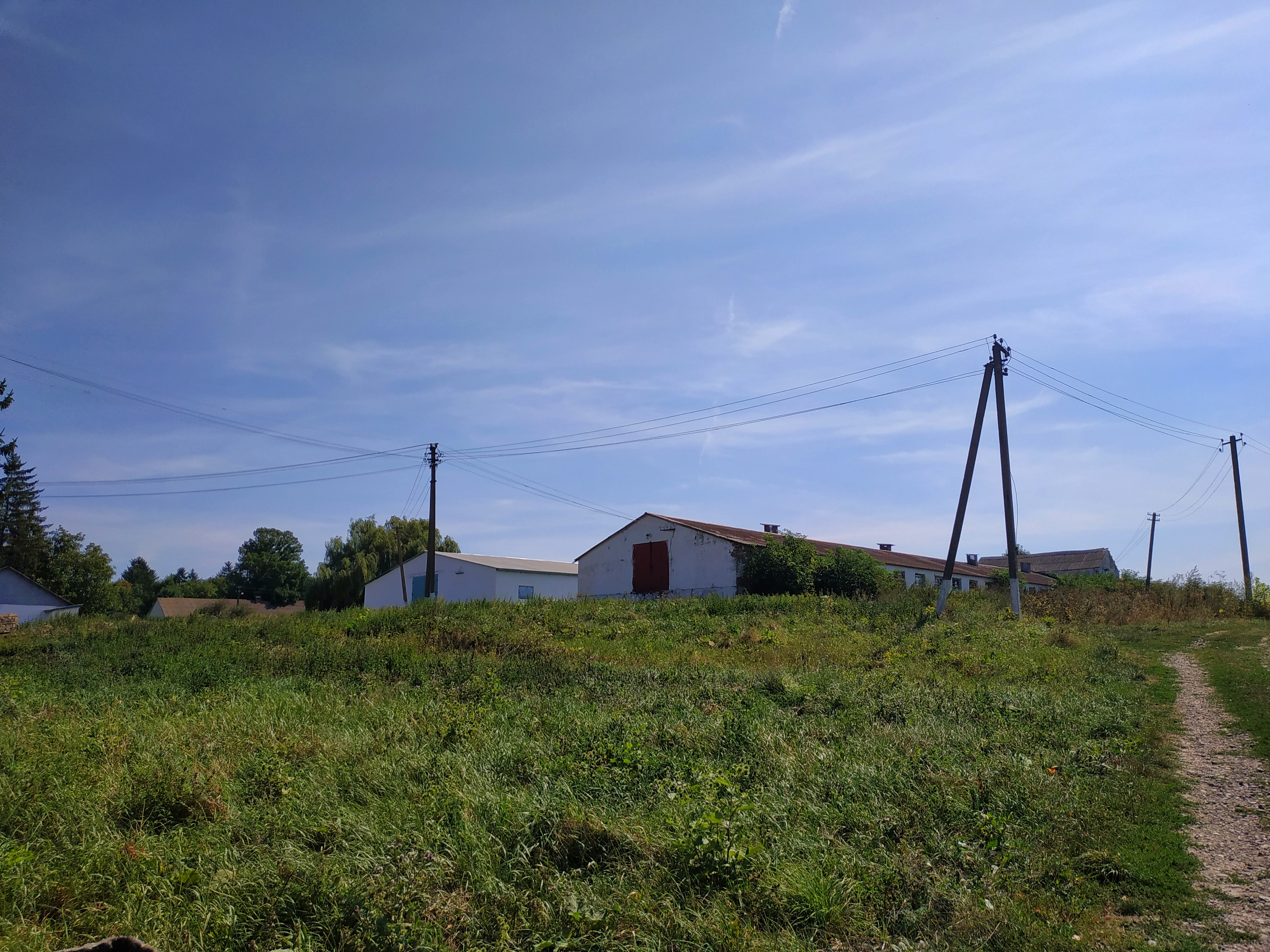
Покинуті господарські будівлі в Шпичинцях
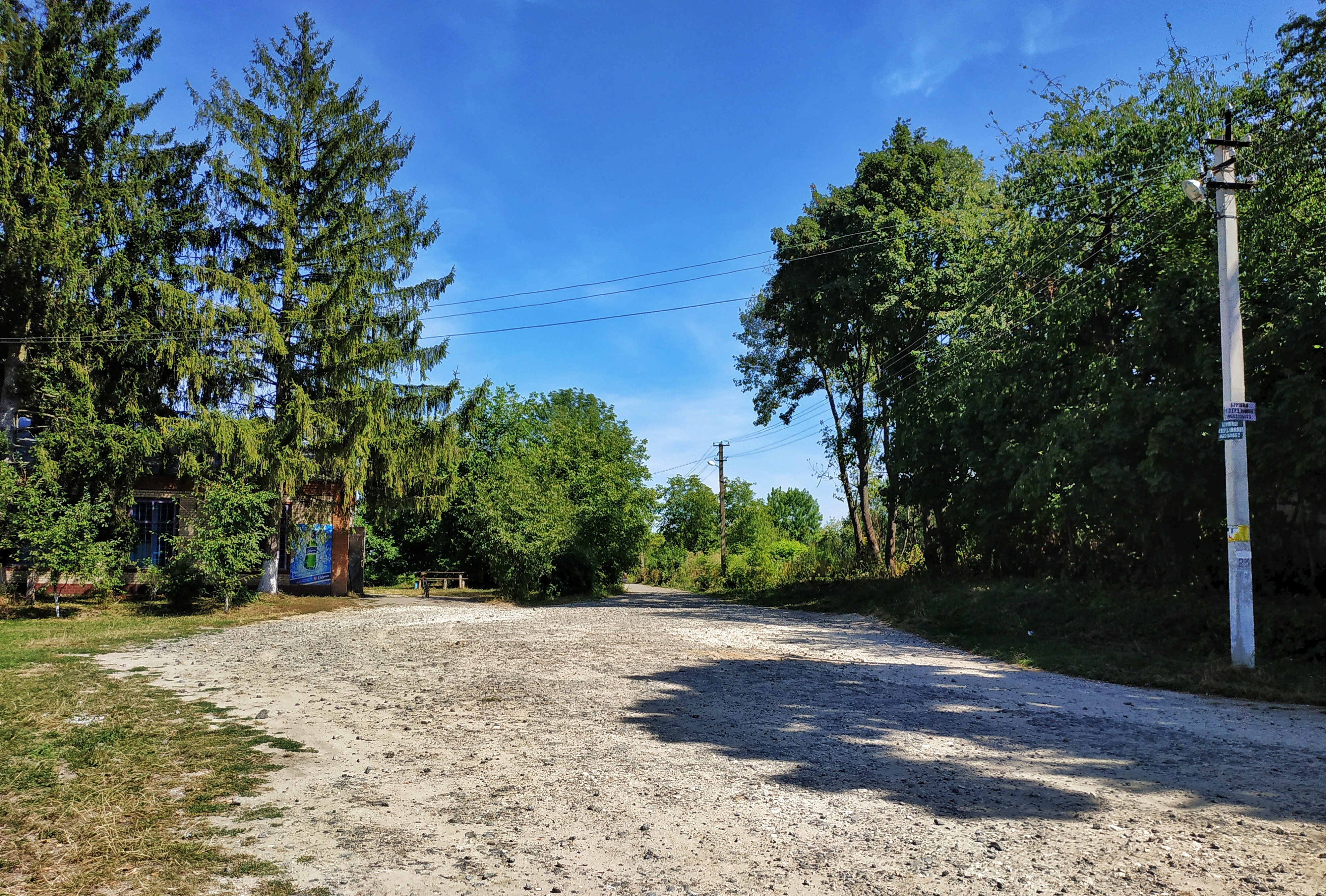
Вулиця Центральна
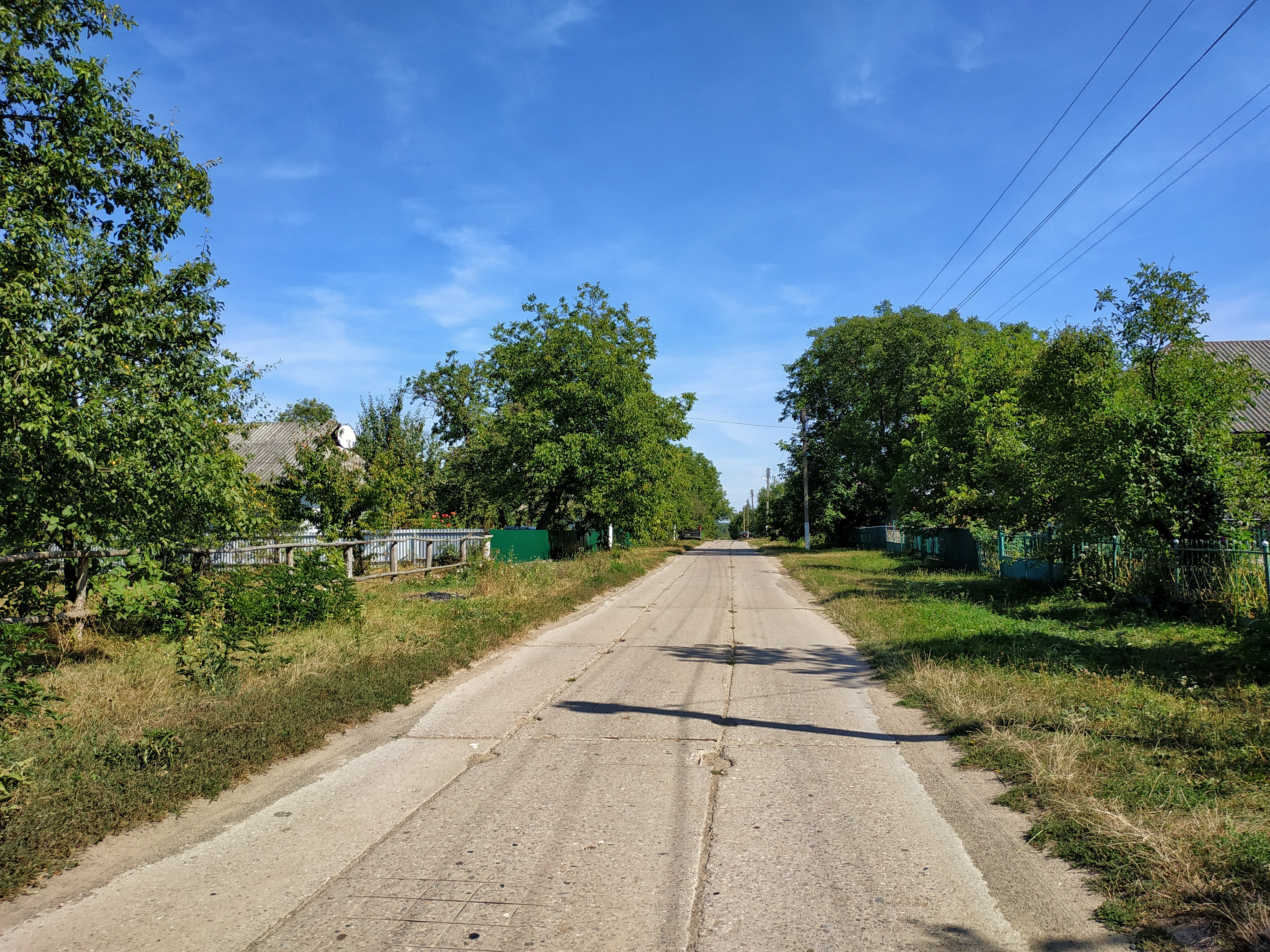
Вулиця Гагаріна
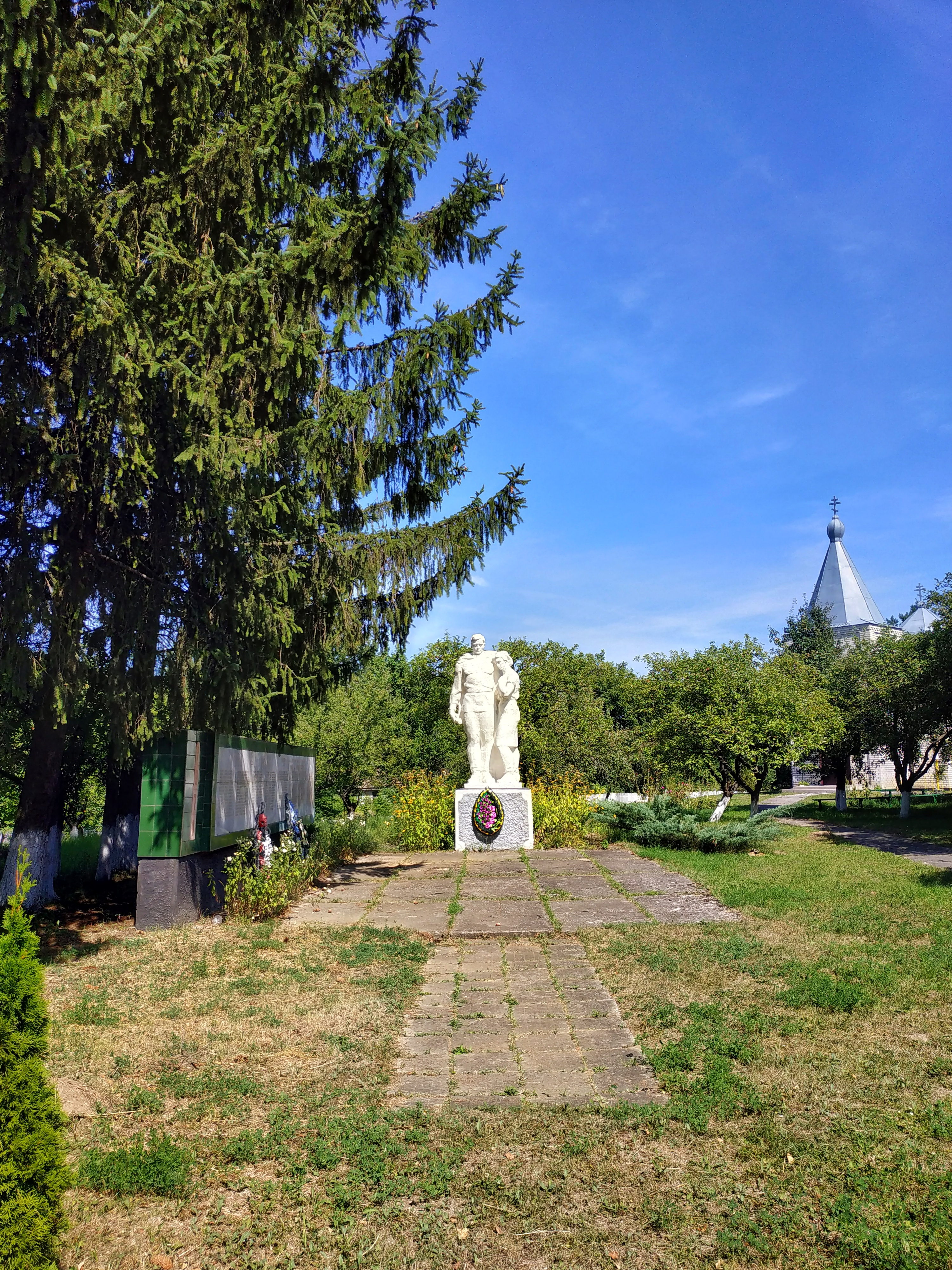
Меморіал на честь воїнів-односельчан
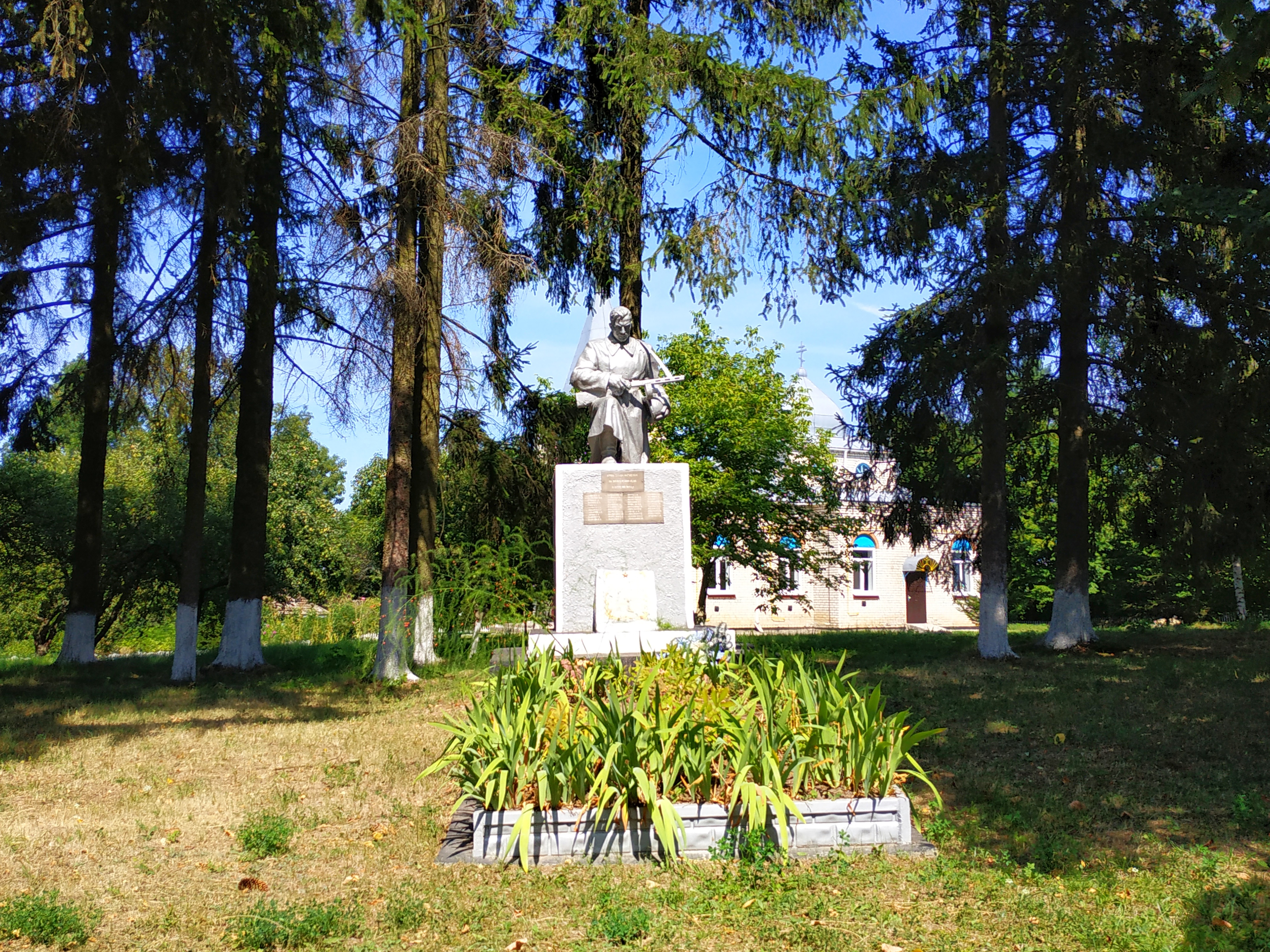
Братська могила рад. воїнів
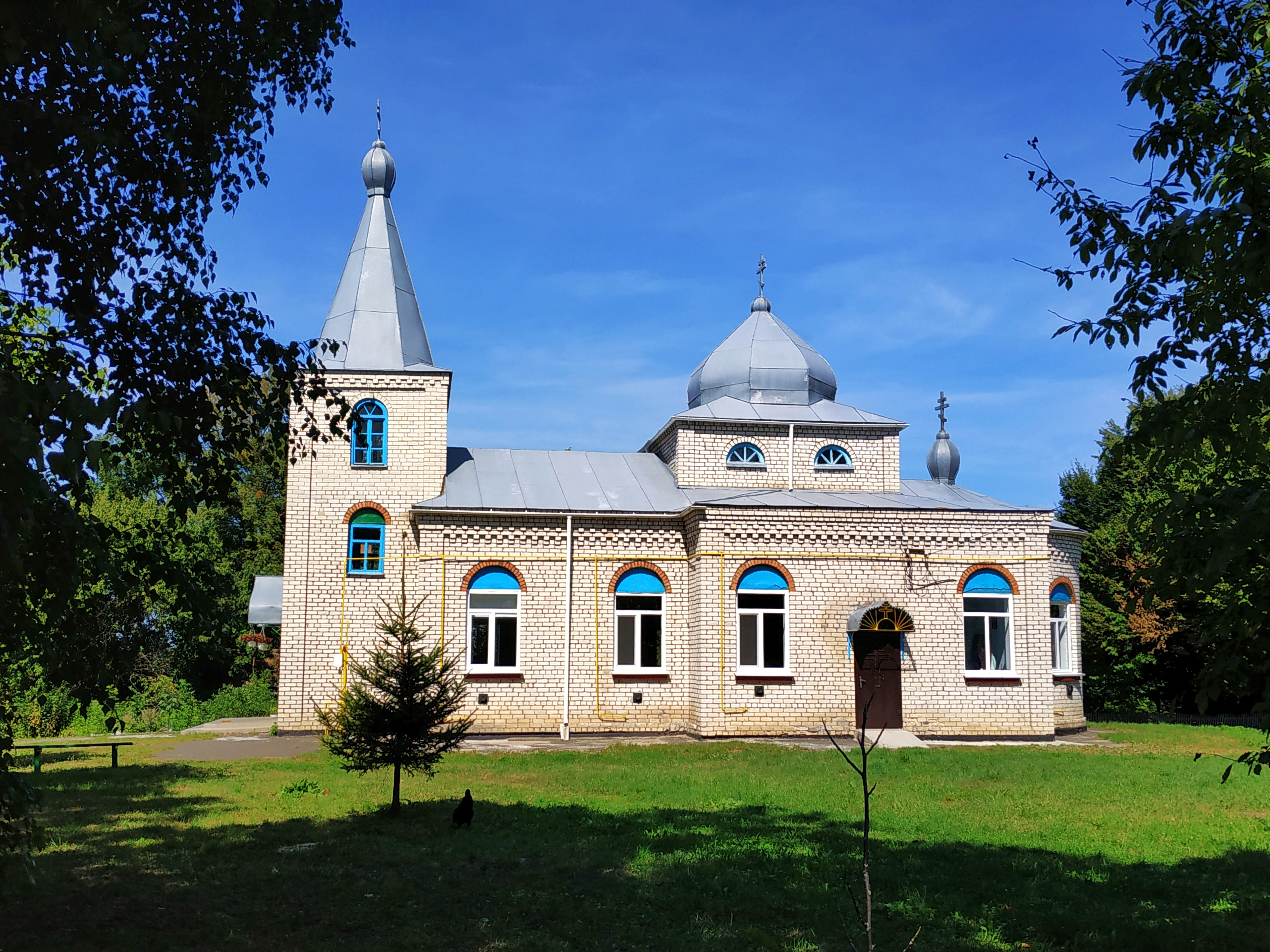
Церква Косми та Даміана в Шпичинцях
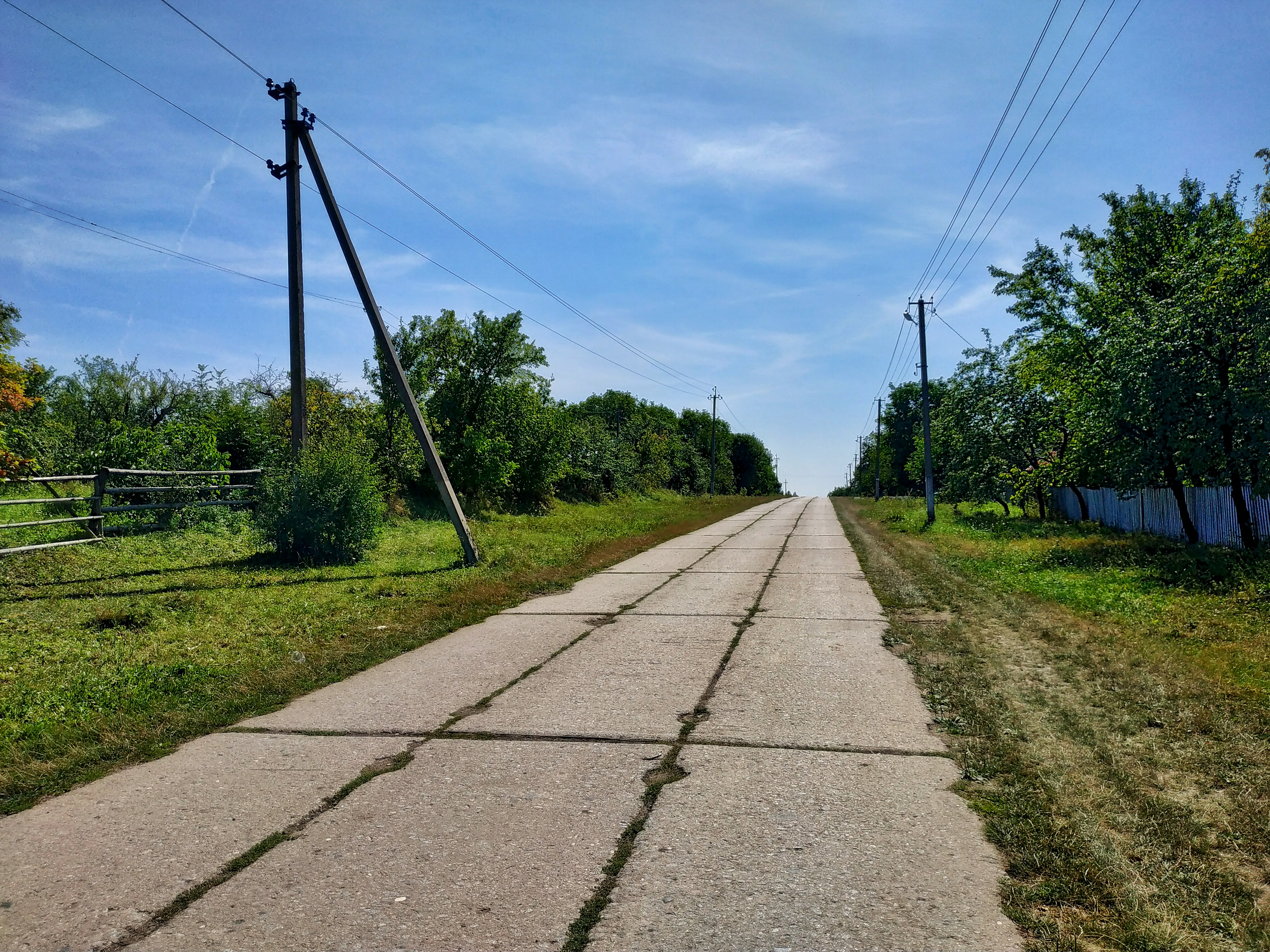
Вулиця Б. Хмельницького, вид на південь
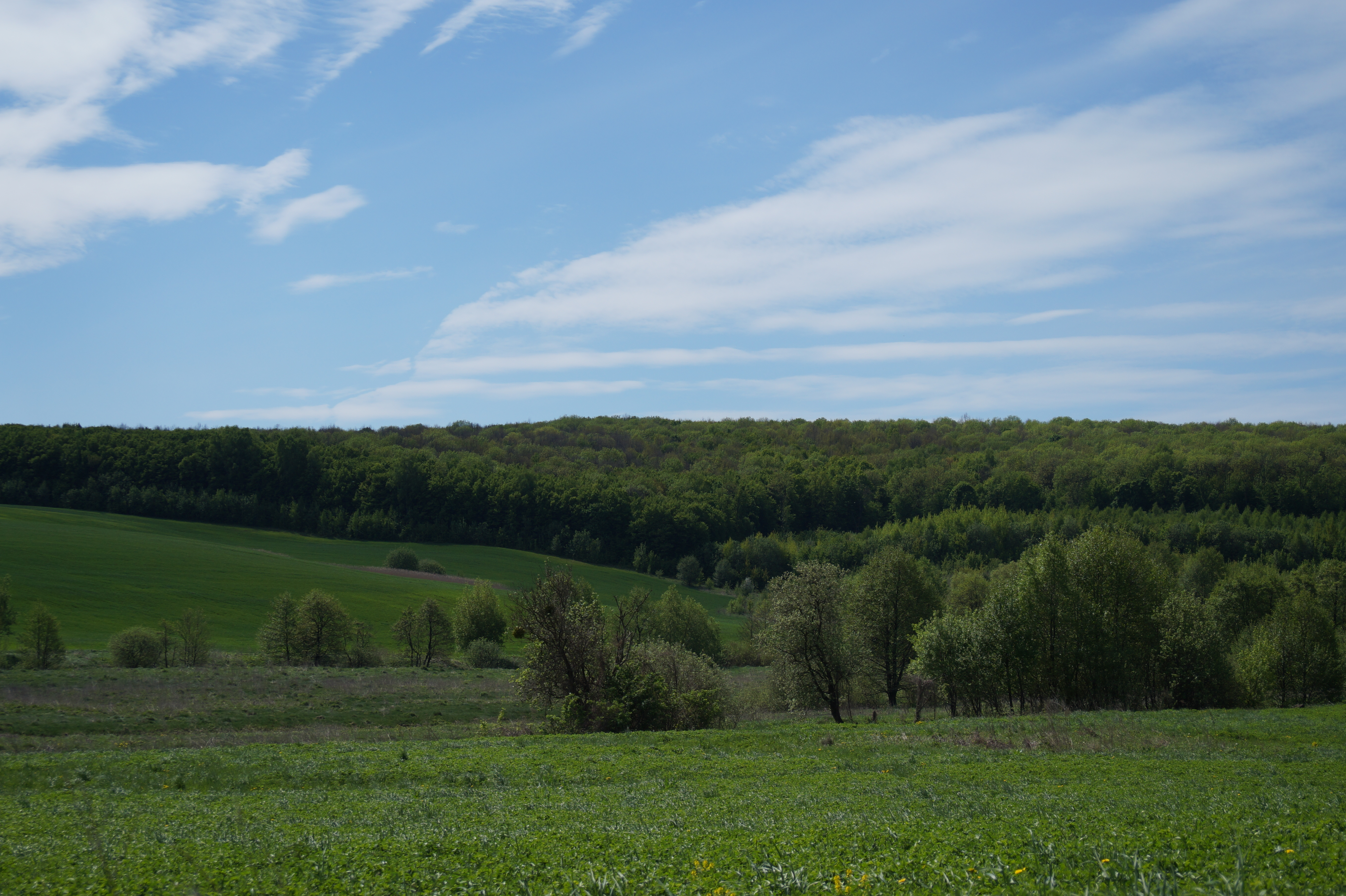
Урочище «Корчі» поблизу села
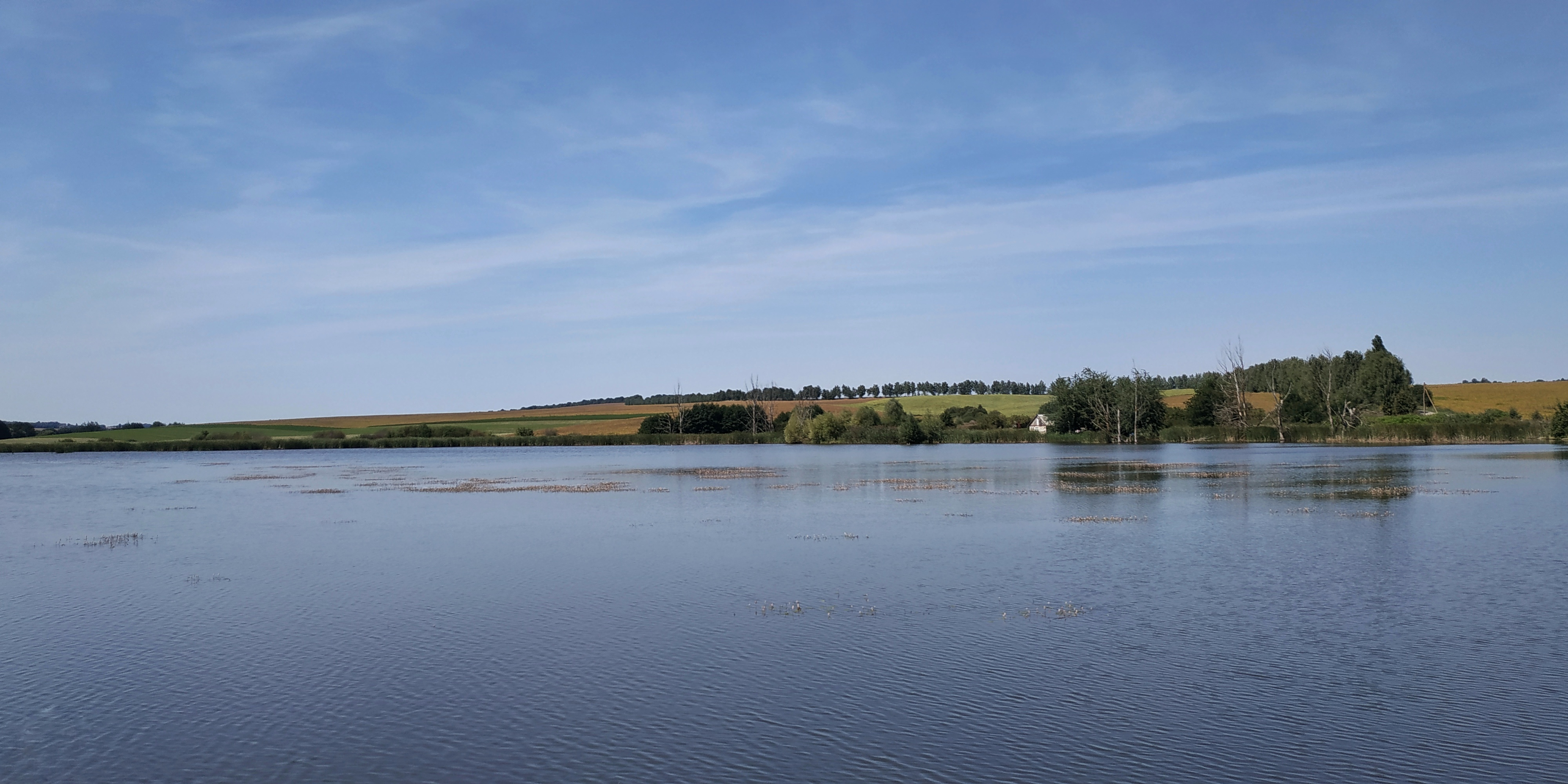
Озеро в Шпичинцях
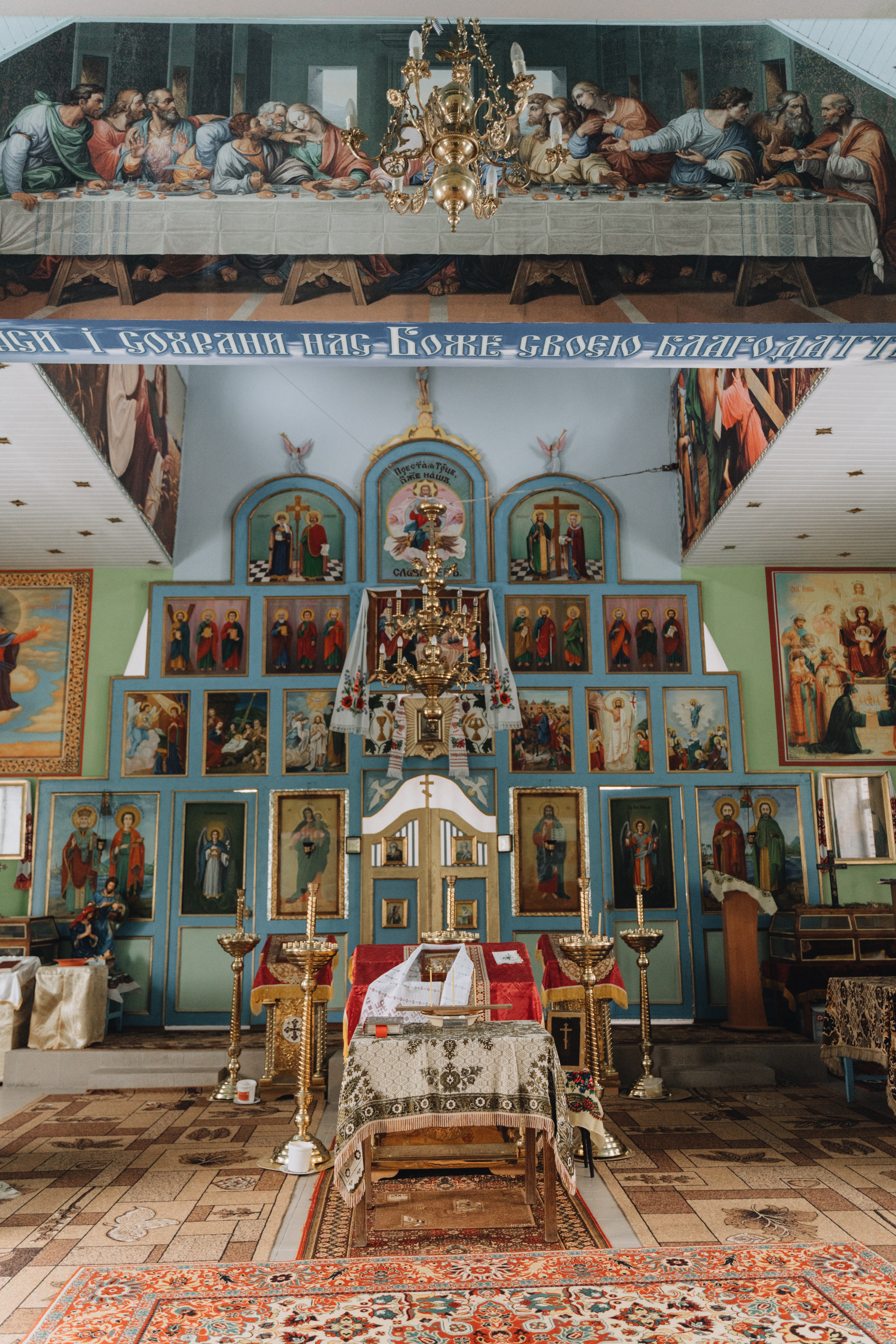
Інтер'єр церкви Св. Безсрібників Косми і Даміана
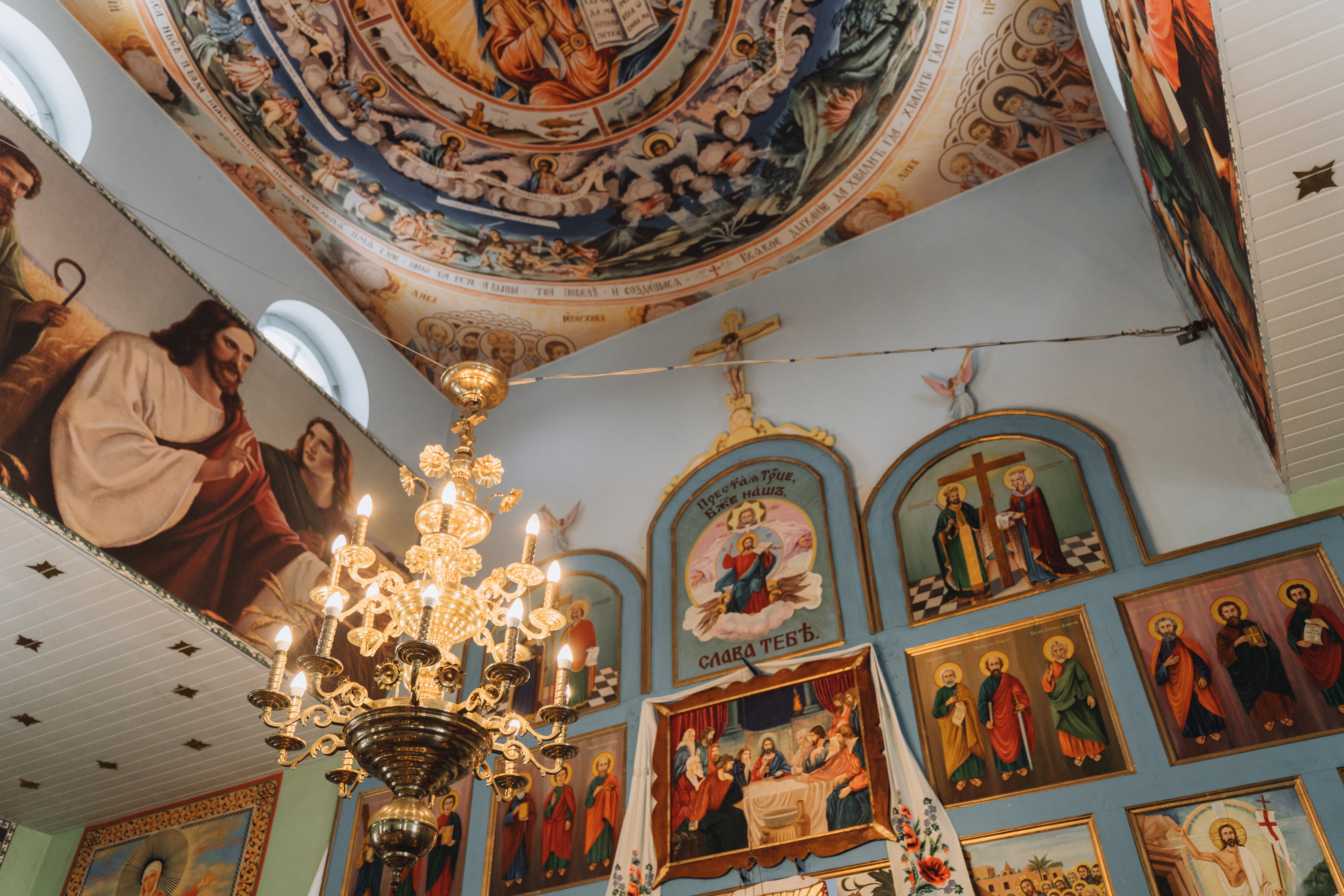
Інтер'єр церкви Св. Безсрібників Косми і Даміана
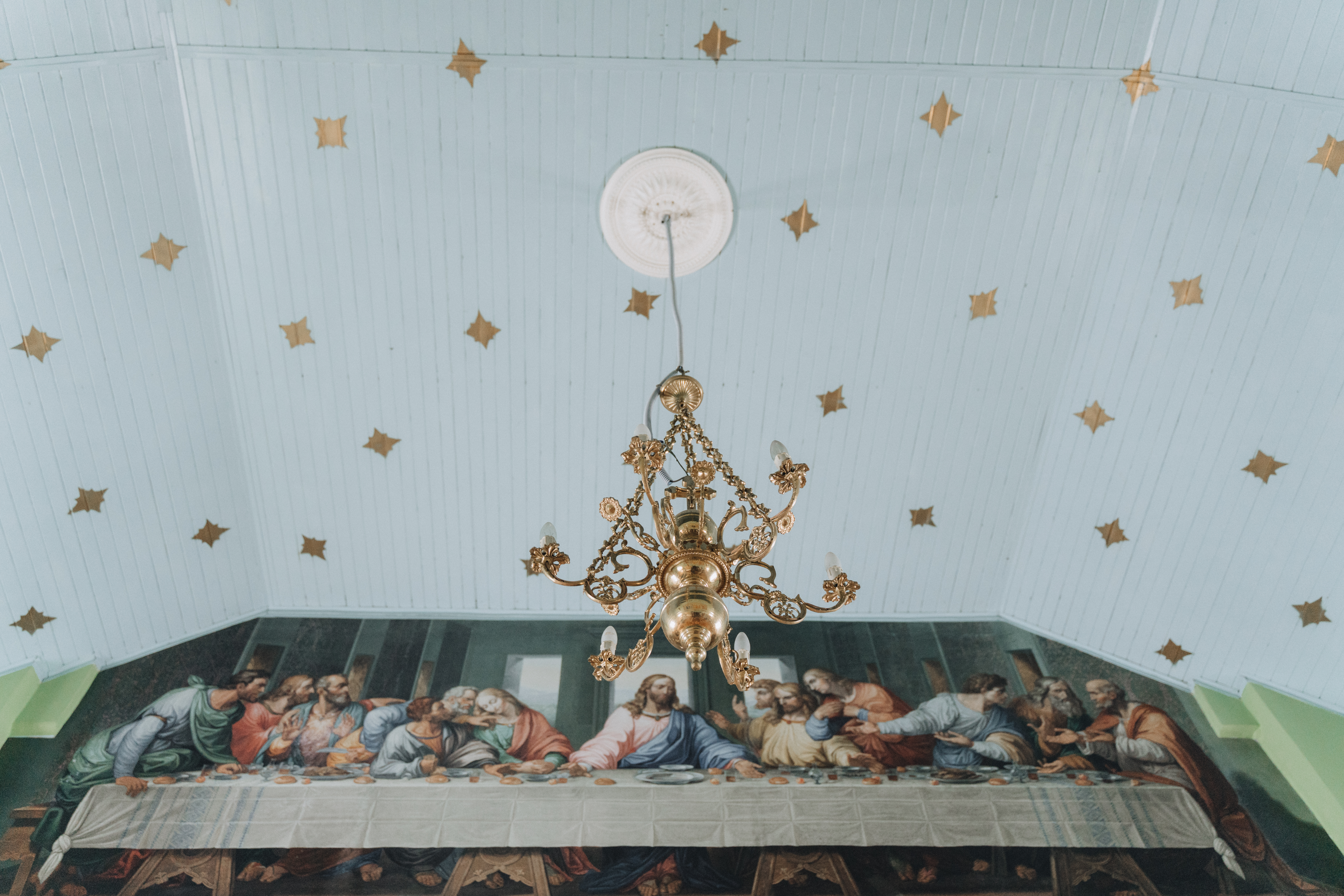
Інтер'єр церкви Св. Безсрібників Косми і Даміана